# 1949 a filmművészetben

## Események
- január 3. – Alfred Hitchcock 990 ezer dollár összegű szerződést köt a Warner Bros. céggel arra, hogy 6 év alatt 4 filmet készít velük.
- március 31. – Pekingben a művelődésügyi minisztériumon belül központi filmirodát létesítenek Jüang Mu-cse vezetésével. Ez az iroda felügyeli a hat legnagyobb stúdiót.
- április 22. – Ingrid Bergmannak levelet ír Joseph I. Breen a Motion Picture Association of America cenzúrahatóság igazgatója. Figyelmezteti a színésznőt, hogy a karrierjét teszi kockára, ha hozzámegy Roberto Rossellinihez. Felszólítja, hogy térjen vissza az USA-ba. Ingrid Bergman hírének sokat árt, hogy férjezett asszony révén viszont folytat Rossellinivel, majd el is válik svéd férjétől. A színésznő csak 1956-ban tér vissza Hollywoodba egy Oscar-díj átvételére.
- Magyarországon a mozik irányítását a Mozgóképüzemeltetési Nemzeti Vállalat veszi át.

## Sikerfilmek
Észak-Amerika
1. Adam bordája – rendező George Cukor
2. Jolson Sings Again – rendező Henry Levin
3. Pinky – rendező Elia Kazan
4. I Was a Male War Bride – rendező Howard Hawks
5. Samson and Delilah – rendező Cecil B. DeMille
6. Battleground – rendező William A. Wellman

## Magyar filmek
- Brigád – rendező Herskó János
- Díszmagyar – rendező Gertler Viktor
- Egy asszony elindul – rendező Jeney Imre
- Forró mezők – rendező Apáthi Imre
- Janika – rendező Keleti Márton
- Mágnás Miska – rendező Keleti Márton
- Szabóné – rendező Máriássy Félix

## Díjak, fesztiválok
Oscar-díj (március 24.)
- Film: Hamlet
- Rendező: John Huston – A Sierra Madre kincse
- Férfi főszereplő: Laurence Olivier - Hamlet
- Női főszereplő: Jane Wyman – Johnny Belinda

1949-es cannes-i filmfesztivál
Velencei Nemzetközi Filmfesztivál (szeptember)
- Arany Ooroszlán: Manon
- Férfi főszereplő:Joseph Cotten – Jannie arcképe
- Női főszereplő:Olivia de Havilland – Kígyóverem
- Rendező:Augusto Genina – Az ég a mocsár felett

## Filmbemutatók
- All the King's Men – rendező Robert Rossen
- Battleground – rendező William A. Wellman
- Champion – rendező Mark Robson
- The Fountainhead – rendező King Vidor
- The Heiress – rendező William Wyler
- In the Good Old Summertime – rendező Robert Z. Leonard
- Kind Hearts and Coronets – rendező Robert Hamer
- Ma and Pa Kettle – rendező Charles Lamont
- Manon – rendező Henri-Georges Clouzot
- My Friend Irma – rendező George Marshall
- Passport to Pimlico – rendező Henry Cornelius
- Sands of Iwo Jima – rendező Allan Dwan
- The Small Back Room – rendező Michael Powell és Emeric Pressburger
- The Third Man – rendező Carol Reed
- The Stratton Story – rendező Sam Wood
- Twelve O'Clock High – rendező Henry King
- Au-delà des grilles – rendező René Clément
- The Window – rendező Ted Tetzlaff

## Rajzfilmsorozatok
- Popeye, a tengerész (1933–1957)
- The Three Stooges (1934–1959)
- Tom és Jerry (1940–1958)

## Születések
- január 10. – Linda Lovelace pornószínésznő († 2002)
- január 12. – Wayne Wang rendező
- január 14. – Lawrence Kasdan rendező, forgatókönyvíró
- január 17. – Andy Kaufman humorista, színész († 1984)
- március 22. – Fanny Ardant színésznő
- március 28. – Josephine Chaplin színésznő
- április 9. – Usztics Mátyás színész († 2017)
- május 9. – Billy Joel dalszövegíró
- május 24. – Jim Broadbent Oscar-díjas színész
- május 31. – Tom Berenger színész
- június 22. – Meryl Streep amerikai színésznő
- július 7. – Shelley Duvall színésznő († 2024)
- augusztus 23. – Shelley Long amerikai színésznő
- augusztus 31. – Richard Gere amerikai színész
- szeptember 24. – Pedro Almodóvar spanyol rendező
- október 8. – Sigourney Weaver amerikai színésznő
- november 5. – Armin Shimerman amerikai színész
- november 6. – Arturo Sandoval dalszövegíró
- november 26. – Juanin Clay amerikai színésznő
- december 11. – Teri Garr amerikai színésznő
- december 25. – Sissy Spacek amerikai színésznő

## Halálozások
- január 6. – Victor Fleming rendező
- május 17. – Balázs Béla író, filmesztéta
- december 16. – Sidney Olcott úttörő filmrendező